# Ksi de Capricorn
Ksi de Capricorn o Ksi² de Capricorn (ξ Capricorni) és un estel en la constel·lació de Capricorn de magnitud aparent +5,85. S'hi troba a 91 anys llum de distància del Sistema Solar.
Ksi de Capricorn és una nana groga de tipus F7V que, com el Sol, obté la seva energia de la fusió nuclear de l'hidrogen. Amb una temperatura superficial de 6.353 K, és uns 575 K més calenta que el Sol, i les seves característiques físiques són molt similars a les de Asellus Primus (θ Bootis) o a les de ι Piscium, si bé s'hi troba al doble de distància que aquests dos estels. Té una lluminositat 2,7 vegades major que la del Sol i gira sobre si mateixa amb una velocitat de rotació d'almenys 11 km/s. La seua metal·licitat és inferior a la solar ([Fe/H] = - 0,17). La seva massa és un 19% major que la massa solar, estimant-se la seva edat entre 2.500 i 4.780 milions d'anys.
Ksi de Capricorn sembla formar un sistema binari ampli amb HIP 99550 (LP 754-50), nana vermella de tipus M0Vk i magnitud +11,3, la massa aproximada de la qual seria de 0,55 masses solars. La separació entre ambdós estels s'estima en 28.300 ± 300 ua i el període orbital pot ser de 3,7 milions d'anys.